# Ligue du Nord-Pas-de-Calais de football
La Ligue du Nord-Pas-de-Calais des pros du football était un organe fédéral dépendant de la Fédération française de football créé en 1919 et  était chargé d'organiser les compétitions de football au niveau du Nord-Pas-de-Calais.
La Ligue du Nord-Pas-de-Calais est créée en 1919 sous le nom de Ligue du Nord de football et comprend alors l'ensemble des clubs du Nord, du Pas-de-Calais, et de la Somme. En 1967, la Ligue de Picardie est créée et les clubs de la Somme quittent la LNF qui adopte alors son nom actuel.
La LNPCF qui avait son siège à Villeneuve-d'Ascq, comptait cinq districts calqués sur des subdivisions des départements du Nord et du Pas-de-Calais. Le président de la Ligue était Fernand Duchaussoy depuis le 21 septembre 2014.
La principale compétition organisée par la Ligue était le championnat de Division d'Honneur du Nord-Pas-de-Calais qui donnait le droit à son vainqueur de participer au championnat de France amateur. La Ligue s'occupait également d'organiser les premiers tours de la Coupe de France de football et de gérer le football féminin régional.
En 2016, dans le cadre de la loi NOTRe (Réforme territoriale), la Ligue de Picardie de football et la Ligue du Nord-Pas-de-Calais de football fusionnent , pour devenir la Ligue de football des Hauts-de-France.

## Histoire
Le 10 janvier 1967, la Fédération française de football crée deux nouvelles Ligues, la Ligue atlantique et la Ligue de Picardie. Les clubs samariens intègrent donc cette dernière, la Ligue du Nord est alors limitée à la région Nord-Pas-de-Calais.
Pour la première fois depuis l'après-guerre, la ligue possède quatre clubs dans l'élite lors de la saison 2009-2010 de Ligue 1. Il s'agit de l'US Boulogne, du RC Lens, du Lille OSC et du Valenciennes FC. Le record reste tout de même inaccessible puisque six clubs de la région appartenaient au championnat 1937-1938, le SC Fives, le RC Lens, l'Olympique lillois, l'Excelsior AC Roubaix, le RC Roubaix et l'US Valenciennes-Anzin.
Il faut aussi noter que l'US Boulogne n'est que le second club du département du Pas-de-Calais après le RC Lens à avoir atteint l'élite alors que le département du Nord a vu sept clubs atteindre ce niveau, le SC Fives et l'Olympique lillois devenus après fusion le Lille OSC, l'Excelsior AC Roubaix et le RC Roubaix devenus après fusion le CO Roubaix-Tourcoing et enfin le Valenciennes FC.

Carte des Districts de la Ligue du Nord-Pas-de-Calais depuis 1997.

## Palmarès

### Palmarès national des clubs de la Ligue
| Lille OSC Championnat de France (3) : 1946, 1954 et 2011 Coupe de France (6) : 1946, 1947, 1948, 1953, 1955 et 2011 |  | RC Lens Championnat de France (1) : 1998 Coupe de la Ligue (1) : 1999 Coupe Charles Drago (3) : 1959, 1960 et 1965 |  | Olympique lillois Championnat de France (1) : 1933 |
| CO Roubaix-Tourcoing Championnat de France (1) : 1947                                                               |  | EAC Roubaix Coupe de France (1) : 1933                                                                             |  |                                                    |

Domination en Nord-Pas-de-Calais depuis 1918
- De 1919 à 1932 : Club le mieux classé en Division d'Honneur du Nord-Pas-de-Calais.
- De 1932 à 1940 : Club le mieux classé en division nationale.
- De 1940 à 1945 : Club le mieux classé en championnat de guerre.
- De 1945 à 2025 : Club le mieux classé en division nationale.

### Palmarès régional
| Saison | Division d'Honneur                |
| ------ | --------------------------------- |
| 1920   | US Tourcoing FC                   |
| 1921   | Olympique lillois                 |
| 1922   | Olympique lillois                 |
| 1923   | RC Roubaix                        |
| 1924   | Amiens AC                         |
| 1925   | RC Roubaix                        |
| 1926   | RC Roubaix                        |
| 1927   | Amiens AC                         |
| 1928   | US Tourcoing FC                   |
| 1929   | Olympique lillois                 |
| 1930   | RC Roubaix                        |
| 1931   | Olympique lillois                 |
| 1932   | US Tourcoing,                     |
| 1933   | US Tourcoing                      |
| 1934   | RC Arras                          |
| 1935   | RC Arras                          |
| 1936   | US Auchel                         |
| 1937   | US Auchel                         |
| 1938   | Stade béthunois FC                |
| 1939   | US bruaysienne                    |
| 1940   | -                                 |
| 1941   | -                                 |
| 1942   | -                                 |
| 1943   | -                                 |
| 1944   | -                                 |
| 1945   | -                                 |
| 1946   | US Auchel                         |
| 1947   | Stade Béthunois                   |
| 1948   | USO Bruay-en-Artois               |
| 1949   | US Nœux-les-Mines                 |
| 1950   | ASSB Oignies                      |
| 1951   | JA Armentières                    |
| 1952   | ES Bully-les-Mines                |
| 1953   | US Auchelloise                    |
| 1954   | US Maubeuge                       |
| 1955   | Lille OSC R                       |
| 1956   | RC Lens R                         |
| 1957   | Amiens AC                         |
| 1958   | CS Avion                          |
| 1959   | USO Bruay-en-Artois               |
| 1960   | US Dunkerque                      |
| 1961   | AS Aulnoye                        |
| 1962   | RC Calais                         |
| 1963   | SC Amiens                         |
| 1964   | AC Cambrai                        |
| 1965   | SC Abbeville                      |
| 1966   | US Tourcoing FC                   |
| 1967   | US Valenciennes-Anzin R           |
| 1968   | Stade Hénin                       |
| 1969   | RC Calais                         |
| 1970   | CO Roubaix-Tourcoing              |
| 1971   | US Nœux-les-Mines                 |
| 1972   | RC Arras                          |
| 1973   | ESP Saint-Amand-sur-Raismes       |
| 1974   | Stade Hénin                       |
| 1975   | US Saint-Omer                     |
| 1976   | Calais RUFC                       |
| 1977   | SC Douai                          |
| 1978   | US Valenciennes-Anzin R           |
| 1979   | US Maubeuge                       |
| 1980   | Le Portel Stade                   |
| 1981   | Stade Béthunois                   |
| 1982   | Olympique Club Avesnes-les-Aubert |
| 1983   | US Boulogne                       |
| 1984   | AC Cambrai                        |
| 1985   | RC Arras                          |
| 1986   | ES Arques                         |
| 1987   | Stade Béthunois                   |
| 1988   | ES Wasquehal                      |
| 1989   | USL Dunkerque R                   |
| 1990   | US Gravelines                     |
| 1991   | Calais RUFC R                     |
| 1992   | US Tourcoing FC                   |
| 1993   | JA Armentières                    |
| 1994   | RC Lens R2                        |
| 1995   | USO Bruay-en-Artois               |
| 1996   | US Tourcoing FC                   |
| 1997   | RC Lens R2                        |
| 1998   | ES Wasquehal R                    |
| 1999   | US Marly-les-Valenciennes         |
| 2000   | CS Avion                          |
| 2001   | SC Douai                          |
| 2002   | Stade Hénin                       |
| 2003   | US Lesquin                        |
| 2004   | Arras Football                    |
| 2005   | Valenciennes FC R                 |
| 2006   | AS Marck                          |
| 2007   | SC Hazebrouckois                  |
| 2008   | US Gravelines                     |
| 2009   | US Saint-Omer                     |
| 2010   | Olympique Grande-Synthe           |
| 2011   | IC Croix                          |
| 2012   | AS Aulnoye                        |
| 2013   | AS Marck                          |
| 2014   | Tourcoing USFC                    |
| 2015   | US Boulogne CO R                  |
| 2016   | US Maubeuge                       |
| 2017   | USL Dunkerque R                   |